# Пел, Давид
Давид Пел (нидерл. David Pel; род. 9 июля 1991, Амстелвен, Северная Голландия) — нидерландский теннисист. Финалист одного турнира Большого шлема в парном разряде (Уимблдон-2025); победитель одного турниров ATP и финалист одного турниров ATP в парном разряде.

## Общая информация
Родился 9 июля 1991 года в Амстелвене, в Нидерландах.

## Спортивная карьера
В 2014—2025 годах стал победителем одного турнира ATP, двадцати трёх турниров ATP серии «челленджер» и одиннадцати турниров ITF серии «фьючерс» в парном разряде.

### 2021
В марте 2021 года стал финалистом парного разряда категории ATP 250 Открытого чемпионата Буш-дю-Рона в Марселе (Франция) вместе с соотечественником Сандером Арендсом, где они в финале проиграли паре Ллойд Гласспул и Харри Хелиёваара со счётом 5-7, 6-7(4).
В июле 2021 года в паре с соотечественником Сандером Арендсом стал победителем парного турнира категории ATP 250 в Бостаде (Швеция), обыграв в финале пару Андре Бегеман и Альбано Оливетти со счётом 6-4, 6-2.

### 2025
В середине января 2025 года участвовал на Открытом чемпионате Австралии в парном разряде вместе с американцем Кристианом Харрисоном, где они в первом круге соревнований проиграли паре Мариано Навоне и Виктор Влад Корня со счётом 4-6, 6-7(6).
В середине июля 2025 года стал финалистом парного разряда Уимблдонского турнира вместе с австралийцем Ринки Хидзикатом, где они в четвертьфинале победили опытную бразильскую пару Рафаэл Матос и Марсело Мело со счётом 7-6(7-5), 6-4, затем в полуфинале победили первых сеянных Марсело Аревало и Мате Павича со счётом 6-7(2-7), 7-6(7-5), 7-6(11-9), но в финале проиграли британской паре Джулиан Кэш и Ллойд Гласспул со счётом 2-6, 6-7(3).

## Выступления на турнирах

### Финалы турнировATPв парном разряде (2)

#### Победы (1)
| Легенда                     |
| --------------------------- |
| Турниры Большого шлема (0)* |
| Итоговый турнир ATP (0)     |
| Мастерс (0)                 |
| АТР 500 (0+1)               |
| АТР 250 (0+1)               |

| Титулы по покрытиям | Титулы по месту проведения матчей турнира |
| ------------------- | ----------------------------------------- |
| Хард (0+1)*         | Зал (0+1)                                 |
| Грунт (0+1)         | Зал (0+1)                                 |
| Трава (0)           | Открытый воздух (0+1)                     |
| Ковёр (0)           | Открытый воздух (0+1)                     |

* количество побед в одиночном разряде + количество побед в парном разряде.
| №  | Дата         | Турнир         | Покрытие | Партнёр       | Соперники в финале             | Счёт    |
| 1. | 18 июля 2021 | Бостад, Швеция | Грунт    | Сандер Арендс | Андре Бегеман Альбано Оливетти | 6-4 6-2 |

#### Поражения (1)
| №  | Дата          | Турнир           | Покрытие   | Партнёр       | Соперники в финале              | Счёт       |
| 1. | 14 марта 2021 | Марсель, Франция | Хард (зал) | Сандер Арендс | Ллойд Гласспул Харри Хелиёваара | 5-7 6-7(4) |